# Allucinante notte per un delitto
Allucinante notte per un delitto (Going Home) è un film del 1971 diretto da Herbert B. Leonard.